# 敘雷訥
敘雷訥（法語：Suresnes，發音：[syʁɛn] ⓘ）是法國上塞纳省楠泰尔区的市镇，位于巴黎西郊，面积3.79平方千米，2022年1月1日人口为48,932人。敘雷訥位於塞納河左岸。在這裡可以看到艾菲爾鐵塔和巴黎的美麗景色。西班牙工人社會黨曾在這裡舉行過大會。法蘭西島區域鐵路等鐵路線路也途徑敘雷訥。拉德芳斯有開往敘雷訥的列車。

## 地理
敘雷訥（48°52'16"N, 2°13'37"E）面积3.79平方千米，位于法国法蘭西島大區上塞纳省，该省份为法国北部内陆省份，毗邻巴黎。
与敘雷訥接壤的市镇（或旧市镇、城区）包括：皮托、巴黎、圣克卢、吕埃-马尔迈松、楠泰尔。
敘雷訥的时区为UTC+01:00、UTC+02:00（夏令时）。

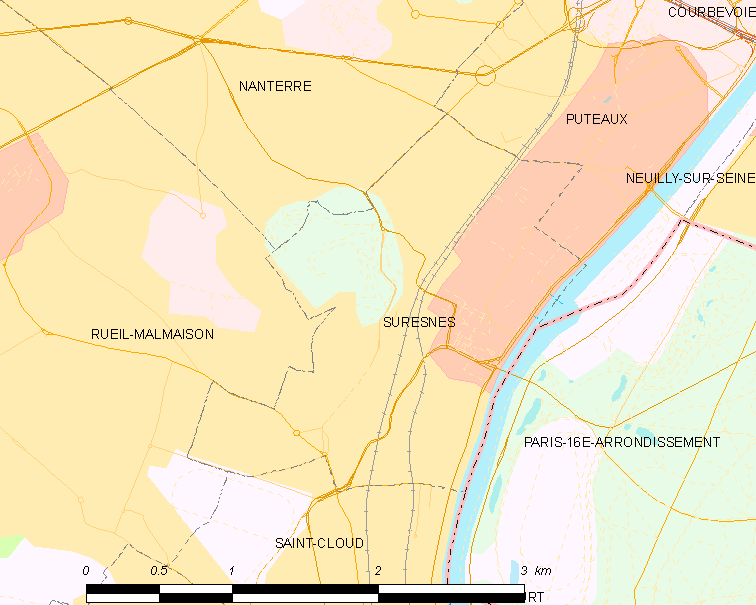
敘雷訥的OSM定位图

## 行政
敘雷訥的邮政编码为92150，INSEE市镇编码为92073。

## 政治
敘雷訥所属的省级选区为楠泰尔第二县。

## 文化

### 教育
- 法国国家高等残疾青年教育教学研究院

## 人口

1962-2008年间敘雷訥人口变化图示

敘雷訥于2022年1月1日时的人口数量为48932人。